# Andrés Martínez Trueba
Andrés Martínez Trueba (ur. 1884, zm. 1959) – urugwajski polityk, chemik, farmaceuta, od 1943 prezes Banku Hipotecznego, od 1951 do 1952 prezydent Urugwaju z ramienia partii Colorado, po zniesieniu tego urzędu od 1952 do 1954 przewodniczący Federalnej Rady Wykonawczej (szef państwa).